# Urbanator II
Urbanator II – drugi album studyjny zespołu jazz-hopowego Urbanator. Wydawnictwo ukazało się 5 czerwca 1996 roku nakładem wytwórni muzycznej Hip Bop Essence. W Polsce nagrania wydała firma SPV.

## Lista utworów
Opracowano na podstawie materiału źródłowego.
1. "Urbanate The Area No. 2" (Michał Urbaniak) - 6:05
2. "Basia" (Michał Urbaniak) - 5:20
3. "New Yorker" (Michał Urbaniak) - 5:47
4. "Magic" (Al MacDowell) - 5:48
5. "Urbal Tea" (Al MacDowell, Michał Urbaniak) - 6:26
6. "Moody's Mood For Love" (Dorothy Fields, Jimmy McHugh, James Moody) - 4:00
7. "Anytime, Anywhere" (Michał Urbaniak) - 5:56
8. "Mantra" (Michał Urbaniak) - 6:15
9. "All Blues" (Miles Davis) - 6:14
10. "Hi Ho Silver" (Michał Urbaniak) - 6:44
11. "Polak" (Michał Urbaniak) - 5:10

## Twórcy
Opracowano na podstawie materiału źródłowego.
| Zespół Urbanator w składzie - Michał Urbaniak - produkcja, saksofon tenorowy, saksofon sopranowy, skrzypce - Al Macdowell - instrumenty klawiszowe, gitara basowa, flet, produkcja muzyczna - Jon Dryden - instrumenty klawiszowe - Rodney Holmes - perkusja | Inni - Todd Snare - perkusja - Tom Browne - trąbka, skrzydłówka - Ed Hamilton - gitara - Denzil Miller - instrumenty klawiszowe - The Six - rap - Solid - rap - Issei Igarashi - trąbka - Sharaye White - wokal |